# District de Péronne
Le district de Péronne est une ancienne division territoriale française du département de la Somme de 1790 à 1795.
Il était composé des cantons de Péronne, Albert, Athies, Bray, Chaulnes, Combles, Faucaucourt, Ham, Heudicourt, Miraumont, Moislains, Néelle et Roisel.